# クラック・ハウンド
『クラック・ハウンド』は、榊一郎による日本のライトノベル、またそれを原作とする漫画である。原作小説は『クラック・ハウンド 聖人の条件』のタイトルでトクマ・ノベルズEdge（徳間書店）から2005年4月に刊行された。前川かずおによる漫画化版は、『ヤングアニマル嵐』にて2007年7月から2009年12月まで連載された。
自らを忘れた「存在破綻者（クラッカー）」と、国家公安委員会直属の秘匿機関・対特殊犯罪調査局――通称「クラック・ハウンド」との闘いを描くSFファンタジーである。

## ストーリー
長野県の人里離れた山中に建つ「私立氷羅坂病院」が焼け落ち、辛うじて保たれていた1つの「均衡」が崩れ去り、世界は終わった。しかし、ほとんどの者がそれに気づくことはなかった。それから数年が経過した西暦2010年・日本。世間では「セイント」という薬が出回っており、常識では考えられない事件や怪現象が頻繁に起こっていた。

## 登場人物

### 主要人物
橘北斗（たちばな ほくと）
本作の主人公でコードネーム「詐欺師（トリックスター）」。触れたものの性質を書き換えられる能力を持つ。愛用のリボルバー銃はトーラス・レイジングブル。本名は「将人（まさと）」であることが判明したが、自分自身は将人としての記憶を消去している。
強面の青年で、周囲をからかってばかりいる。しかしクラック・ハウンドとしてはかなりの腕前であり、危機に陥ってもパニックを起こさず機転を利かせて逆転する精神的な強さも持っている。
柘植克美（つげ かつみ）
「郵便屋（ポストマン）」というコードネームを持つ少年。北斗の相棒。あらかじめ意識のスタンプを押しておいた物体を空間を飛び越えて瞬時に取り寄せられる能力を持つ。
北斗とは対称的に無口・無表情で冷静沈着。相手がクラッカーならば全く容赦なく殺害する冷徹さを持つ。任務を遂行することに忠実で、北斗のバックアップに回ることが多い。ただし、自分の愛車「ロータス・エラン」を傷つけられるとキレる。
桜子（さくらこ）
女性刑事。あるクラッカーが起こした事件がきっかけで北斗と知り合うこととなる。
神崎 亜麻音（かんざき あまね）
漫画版の桜子に相当するキャラクター。かつて、メイド喫茶「メイド イン パラダイス」に勤めていたが、クラッカーが起こした事件がきっかけで北斗と知り合う。クラッカーの事件に遭遇してもそれに関する記憶が忘れられなかったが、実はクラック・ハウンドたちにとって神に等しい存在である＜碇（アンカー）＞と呼ばれる安全装置。
御火槌 凛（みかづち りん）
漫画版オリジナルキャラクター。「切断人（チョッパー）」のコードネームを持つ女性。瞬間移動の能力を持ち、触れた物も同時に瞬間移動することができるが、移動距離は重量に対して反比例するという。金髪のハーフで、黒のレザースーツに身を包み、オートバイに乗っている。武器はデザートイーグルを二丁拳銃で扱う。身体能力も優れており、アクロバティックな体術を披露する。だが一匹狼で、何故か北斗のことを一方的に嫌っている。

### クラック・ハウンド
滝沢（たきざわ）
クラック・ハウンドの部長。最終決戦では、黒衣の未亡人をおびき出すための囮として残り、自ら黒衣の未亡人に殺害された。
土門（どもん）
漫画版オリジナルキャラクター。クラック・ハウンドのメンバー。鉄腕の異名を持っている。最終決戦で黒衣の未亡人が造り出した分身を止めようとしたが、逆に返り討ちを受けて死亡する。
桐生院（きりゅういん）
漫画版オリジナルキャラクター。クラック・ハウンドのメンバーであるインテリ風の男性。日本刀を武器にクラッカーを戦う。最終決戦で凛の助っ人として黒衣の未亡人が造り出した壁をどかすために犠牲となるが、その壁が動かなくなったために生き残り、後に死んだと思われた克美を救出するきっかけを作った。

### 存在破綻者（クラッカー）

#### クラック・ハウンド側
緋雪（ひゆき）
漫画版オリジナルキャラクター。存在破綻者の一人であるが、クラック・ハウンド側に味方する史上最悪の悪女。基本的に温厚な性格であるため、危害を加えない限り凶暴化することはない。最終決戦で黒衣の未亡人を倒すため、北斗によって解放され、黒衣の未亡人と対戦する。最後は北斗の能力に巻き込まれ、花となって散った。

#### 亀裂汚染者
勇魚澪（いさな みお）
氷羅坂病院カルテ0001番。暗号名「黒衣の未亡人」を持つ最大の敵。最終決戦で、クラック・ハウンドを追いつめるが、北斗の能力によって花と化してしまい、死亡した。
メイド喫茶の客（本名不明）
漫画版オリジナルキャラクター。メイド イン パラダイスでおきた事件の犯人。今日子という店員をレイプするが、北斗に阻止され、瓶に入ったセイントを全て飲み干し、人間を簡単に取り込む化け物と化してしまう（取り込まれた人間達は完全に融合してしまい、帰らぬ人となる）。北斗と亜麻音を取り込もうと企むが、北斗の策により氷のオブジェと化し、砕け散った。
東野（ひがしの）
漫画版オリジナルキャラクター。ネットゲームの参加者で、セイントを流通しているサークルに入っている。セイントを飲み続けたことと5日間続けてゲームに没頭しすぎたため、「ルース」という名の怪物と化してしまった。北斗と克美の連係プレイによって倒される。
ひろみ
漫画版オリジナルキャラクター。本名「戸隠圭子」。風俗嬢でありセイントの服用者。男性との青姦中に怪物化するがそれが仇となり、北斗の能力で公園の砂として役に立つこととなった。
りえ
漫画版オリジナルキャラクター。風俗嬢でありセイントの服用者（作中で服用する所はない）。ひろみが怪物化したのと同時に怪物化するが克美のショットガンによって蜂の巣にされた。
瑞希（みずき）
漫画版オリジナルキャラクター。風俗嬢であり、ネットゲームの参加者で、セイントを流通しているサークルのメンバーである。父親の虐待が原因でセイントに手を出してしまう。服用の際に亜麻音が忠告するも時すでに遅し、「ヘレン」と言う名の怪物と化してしまった。他のクラッカーを取り込み再生する能力を得たが、北斗の肉体のプリン化と札束の刃物化のコンボにより切り刻まれ、克美のガトリングガンによって二度と再生できなくなり死亡。
篠崎実（しのざき みのる）
漫画版オリジナルキャラクター。46歳。元某病院指定の薬剤師で、現在サークルの代表を務め、セイントの製造に関わっている。黒衣の未亡人によってポケモンのゴローニャ（しかも、最初期に登場するオリジナルの方。）を思わせるような怪物と化し、あらゆる攻撃を跳ね返すことが可能になったが、北斗の連射によって風穴が開けられ、内部から爆発された。
富永義昭（とみなが よしあき）
漫画版オリジナルキャラクター。かつての圭吾の戦友で、GT-RのYOSHIの異名を持つ。幼少期のトラウマとバトルに負けたことがきっかけでセイントに手を出してしまう。圭吾を見つけた際に香里をレイプしようとたくらむが、凛が障害物になってくれたおかげで、阻止された。その後、黒衣の未亡人によってセイントの過剰摂取により、完全な怪物車となってしまう。圭吾がわざと負けたことで蟠りが取れ、歯止めを失った殺人マシーンと化し圭吾を殺害を企むが、北斗の能力でつかまってしまうも、映画『ザ・フライ2 二世誕生』の最後（エンディング前）に登場する怪物に姿を変え、圭吾を執拗に追うが、凛の能力で体内に潜り込まれた挙げ句、北斗が全身を柔らかくした後に克美が起こした大量の手榴弾の爆発によって、文字通り「廃車」となってしまった。
存在破綻者（本名不明）
漫画版オリジナルキャラクター。恋人らしき女性を殺害した後、克美に遭遇し取り込もうとしたが、加勢してきた凛に阻止され、最後は克美が用意した大量の手榴弾により爆死した。
西条ゆうすけ（さいじょう ゆうすけ）
漫画版オリジナルキャラクター。ネットゲームの参加者であるほかに同世代の子供でも見ないアダルトビデオを平気で見るなど神経は図太い。初登場時はかろうじて存在を保っていたが、瑞希がやっていたネットゲームの参加者の声を聞いて突如人間としての形を失い、阿修羅のようになったり、体を伸ばして各頭部が偵察に行ったり、大量の人間を取り込むなど様々な能力を得たが、駆けつけてきた北斗に素性が割れた挙げ句、割れたガラスと北斗が起こした竜巻のコンボにより切り刻まれ死亡。
怪物電車（本名不明）
漫画版オリジナルキャラクター。初登場時にはすでに電車形の怪物に変貌しており、乗車客を強引に乗せる形で取り込む。描かれていないが北斗と克美によって倒された。

### その他
ヘレン
ネットゲーム中での瑞希の分身。ゲームの中では凛々しい勇者という感じがするが、瑞希がセイントで人間としての形を失われた時に彼女と同じ風貌の姿に変貌したが、もはや勇者と呼べる姿ではなく、亀裂を入れるための怪物の姿である。
圭吾（けいご）
漫画版オリジナルキャラクター。かつての走り屋で、YOSHIの戦友。ランサーエボリューションIXを愛車にしていたことから、「ランエボのKEI」の異名を持っていた。香里と結婚を機に引退をしたが、「怪物・YOSHIを止めて欲しい」という現役の走り屋の依頼を引き受けるが、YOSHIが怪物だと言うことが信じられず一時的に復帰する。しかし、走り屋を困らせている怪物の正体であるYOSHIを見た時に確信し、偽のバトルでわざと負けてしまうが、完全な怪物となったYOSHIの本性を知り、北斗と共に彼を止めるが、北斗の能力の反動で気絶してしまう。その後意識を取り戻すが、北斗からYOSHIはどこかに行ったと伝えられた。
前園茉璃（まえぞの まつり）
北斗の過去を知る唯一の女性で恋人。北斗が音信不通になった後は、配達業者「ワンワン便」の配達人となる。あるクラッカーの事件に巻き込まれたが、北斗に助けられた。

## 用語
セイント
裏ルートで出回っている薬。成分的にはただのビタミン剤なのだが、これを服用することで自分にとって都合の悪いことを完全に忘れることができる。故に服用することで周囲との歯車が噛み合わなくなり人間関係が悪化するが、過剰に飲みすぎるとそれだけでなく人間としての形や法則さえも忘れてしまう。例として「大量出血すれば死亡する」「殴れると気絶する」「人間は四肢を持ち、頭部に脳を持つ」といった法則が一切通用しなくなり、ナイフで刺したり銃で撃っても死ななくなり、欲望の赴くままに行動する化け物になってしまう。
上述の通り、成分的には麻薬でも覚醒剤でもないため、取り締まることが困難。
存在破綻者（クラッカー）
セイントを手放せなくなりそのまま不死身を得た元・人間達のこと。別名「亀裂汚染者（きれつおせんしゃ）」。中には、YOSHIを崇拝するクラッカーも存在する。大抵が常識外れの醜い姿と化し、再生能力が異常に高い。
某ネットゲーム
マイクを使ってプレイヤーと話ができるネットゲーム。当初セイントを流通しているサークルがこのネットゲームを運営していると踏んでいたが、北斗の過去編で全くの無関係であることが判明した。クラッカーにも参加者がいるようで、東野は「ルース」、瑞希は「ヘレン」、ゆうすけは「居眠り猫」という名前で参加している。

## 既刊一覧

### 小説
- 榊一郎（著） / 小河原亮（イラスト） 『クラック・ハウンド 聖人の条件』 徳間書店〈トクマ・ノベルズEdge〉、2005年4月16日、ISBN 4-19-850664-7

### 漫画
- 榊一郎（原作） / 前川かずお（作画） 『クラック・ハウンド』 白泉社〈ジェッツコミックス〉、全3巻
  1. 2009年2月5日第1刷発行、ISBN 978-4-592-14446-5
  2. 2009年8月5日第1刷発行、ISBN 978-4-592-14447-2
  3. 2010年2月5日第1刷発行、ISBN 978-4-592-14448-9